# Lathys brevitibialis
Lathys brevitibialis là một loài nhện trong họ Dictynidae.
Loài này thuộc chi Lathys. Lathys brevitibialis được J. Denis miêu tả năm 1956.